# 小行星列表/115801-115900
| 名稱                     | 臨時編號   | 發現日期       | 發現地點           | 發現者                         |
| ------------------------ | ---------- | -------------- | ------------------ | ------------------------------ |
| 小行星115801Punahou      | 2003 UW236 | 2003年10月23日 | 谢拉维斯塔         | Junk Bond                      |
| 小行星115802             | 2003 UX237 | 2003年10月23日 | 基特峰             | 太空监视                       |
| 小行星115803             | 2003 UY237 | 2003年10月23日 | 海勒卡拉           | 近地小行星追踪                 |
| 小行星115804             | 2003 UE238 | 2003年10月23日 | 海勒卡拉           | 近地小行星追踪                 |
| 小行星115805             | 2003 UG238 | 2003年10月23日 | 海勒卡拉           | 近地小行星追踪                 |
| 小行星115806             | 2003 UH238 | 2003年10月23日 | 海勒卡拉           | 近地小行星追踪                 |
| 小行星115807             | 2003 UJ238 | 2003年10月23日 | 海勒卡拉           | 近地小行星追踪                 |
| 小行星115808             | 2003 UL238 | 2003年10月23日 | 海勒卡拉           | 近地小行星追踪                 |
| 小行星115809             | 2003 UR239 | 2003年10月24日 | 索科罗             | 林肯近地小行星研究小组         |
| 小行星115810             | 2003 UU239 | 2003年10月24日 | 索科罗             | 林肯近地小行星研究小组         |
| 小行星115811             | 2003 UH240 | 2003年10月24日 | 索科罗             | 林肯近地小行星研究小组         |
| 小行星115812             | 2003 UD243 | 2003年10月24日 | 索科罗             | 林肯近地小行星研究小组         |
| 小行星115813             | 2003 US243 | 2003年10月24日 | 索科罗             | 林肯近地小行星研究小组         |
| 小行星115814             | 2003 UZ243 | 2003年10月24日 | 索科罗             | 林肯近地小行星研究小组         |
| 小行星115815             | 2003 UF244 | 2003年10月24日 | 索科罗             | 林肯近地小行星研究小组         |
| 小行星115816             | 2003 UT245 | 2003年10月24日 | 索科罗             | 林肯近地小行星研究小组         |
| 小行星115817             | 2003 UV245 | 2003年10月24日 | 索科罗             | 林肯近地小行星研究小组         |
| 小行星115818             | 2003 UH246 | 2003年10月24日 | 索科罗             | 林肯近地小行星研究小组         |
| 小行星115819             | 2003 UK246 | 2003年10月24日 | 索科罗             | 林肯近地小行星研究小组         |
| 小行星115820             | 2003 UK250 | 2003年10月25日 | 索科罗             | 林肯近地小行星研究小组         |
| 小行星115821             | 2003 UP251 | 2003年10月25日 | 海勒卡拉           | 近地小行星追踪                 |
| 小行星115822             | 2003 UA252 | 2003年10月26日 | 卡特林那           | 卡特林那巡天系统               |
| 小行星115823             | 2003 UF252 | 2003年10月26日 | 卡特林那           | 卡特林那巡天系统               |
| 小行星115824             | 2003 UH252 | 2003年10月26日 | 索科罗             | 林肯近地小行星研究小组         |
| 小行星115825             | 2003 US252 | 2003年10月26日 | 基特峰             | 太空监视                       |
| 小行星115826             | 2003 UT252 | 2003年10月26日 | 基特峰             | 太空监视                       |
| 小行星115827             | 2003 UW252 | 2003年10月26日 | 基特峰             | 太空监视                       |
| 小行星115828             | 2003 UR253 | 2003年10月22日 | 帕洛马山           | 近地小行星追踪                 |
| 小行星115829             | 2003 UU253 | 2003年10月22日 | 可可尼诺县         | 洛厄尔天文台近地小行星搜寻计划 |
| 小行星115830             | 2003 UO255 | 2003年10月25日 | 索科罗             | 林肯近地小行星研究小组         |
| 小行星115831             | 2003 UX258 | 2003年10月25日 | 索科罗             | 林肯近地小行星研究小组         |
| 小行星115832             | 2003 UA259 | 2003年10月25日 | 索科罗             | 林肯近地小行星研究小组         |
| 小行星115833             | 2003 UB259 | 2003年10月25日 | 索科罗             | 林肯近地小行星研究小组         |
| 小行星115834             | 2003 UP259 | 2003年10月25日 | 索科罗             | 林肯近地小行星研究小组         |
| 小行星115835             | 2003 UD260 | 2003年10月25日 | 索科罗             | 林肯近地小行星研究小组         |
| 小行星115836             | 2003 UJ260 | 2003年10月25日 | 索科罗             | 林肯近地小行星研究小组         |
| 小行星115837             | 2003 US260 | 2003年10月25日 | 海勒卡拉           | 近地小行星追踪                 |
| 小行星115838             | 2003 UX260 | 2003年10月26日 | 可可尼诺县         | 洛厄尔天文台近地小行星搜寻计划 |
| 小行星115839             | 2003 UD262 | 2003年10月26日 | 基特峰             | 太空监视                       |
| 小行星115840             | 2003 UJ262 | 2003年10月26日 | 海勒卡拉           | 近地小行星追踪                 |
| 小行星115841             | 2003 UL262 | 2003年10月26日 | 海勒卡拉           | 近地小行星追踪                 |
| 小行星115842             | 2003 UP262 | 2003年10月26日 | 海勒卡拉           | 近地小行星追踪                 |
| 小行星115843             | 2003 UN264 | 2003年10月27日 | 索科罗             | 林肯近地小行星研究小组         |
| 小行星115844             | 2003 UU264 | 2003年10月27日 | 索科罗             | 林肯近地小行星研究小组         |
| 小行星115845             | 2003 UY264 | 2003年10月27日 | 索科罗             | 林肯近地小行星研究小组         |
| 小行星115846             | 2003 UA265 | 2003年10月27日 | 索科罗             | 林肯近地小行星研究小组         |
| 小行星115847             | 2003 UF265 | 2003年10月27日 | 索科罗             | 林肯近地小行星研究小组         |
| 小行星115848             | 2003 UL266 | 2003年10月28日 | 索科罗             | 林肯近地小行星研究小组         |
| 小行星115849             | 2003 UD267 | 2003年10月28日 | 索科罗             | 林肯近地小行星研究小组         |
| 小行星115850             | 2003 UN268 | 2003年10月28日 | 索科罗             | 林肯近地小行星研究小组         |
| 小行星115851             | 2003 UT269 | 2003年10月29日 | 索科罗             | 林肯近地小行星研究小组         |
| 小行星115852             | 2003 UX269 | 2003年10月24日 | 贝尔吉施格拉德巴赫 | 沃尔夫·比克尔                  |
| 小行星115853             | 2003 UK271 | 2003年10月17日 | 帕洛马山           | 近地小行星追踪                 |
| 小行星115854             | 2003 UT272 | 2003年10月29日 | 索科罗             | 林肯近地小行星研究小组         |
| 小行星115855             | 2003 UX272 | 2003年10月29日 | 索科罗             | 林肯近地小行星研究小组         |
| 小行星115856             | 2003 UY272 | 2003年10月29日 | 索科罗             | 林肯近地小行星研究小组         |
| 小行星115857             | 2003 UA273 | 2003年10月29日 | 索科罗             | 林肯近地小行星研究小组         |
| 小行星115858             | 2003 UE273 | 2003年10月29日 | 索科罗             | 林肯近地小行星研究小组         |
| 小行星115859             | 2003 UG273 | 2003年10月29日 | 索科罗             | 林肯近地小行星研究小组         |
| 小行星115860             | 2003 UT273 | 2003年10月29日 | 基特峰             | 太空监视                       |
| 小行星115861             | 2003 UE274 | 2003年10月29日 | 海勒卡拉           | 近地小行星追踪                 |
| 小行星115862             | 2003 UK274 | 2003年10月30日 | 索科罗             | 林肯近地小行星研究小组         |
| 小行星115863             | 2003 UL274 | 2003年10月30日 | 索科罗             | 林肯近地小行星研究小组         |
| 小行星115864             | 2003 US274 | 2003年10月30日 | 索科罗             | 林肯近地小行星研究小组         |
| 小行星115865             | 2003 UY274 | 2003年10月29日 | 索科罗             | 林肯近地小行星研究小组         |
| 小行星115866             | 2003 UH275 | 2003年10月29日 | 索科罗             | 林肯近地小行星研究小组         |
| 小行星115867             | 2003 UQ278 | 2003年10月25日 | 索科罗             | 林肯近地小行星研究小组         |
| 小行星115868             | 2003 UT278 | 2003年10月25日 | 索科罗             | 林肯近地小行星研究小组         |
| 小行星115869             | 2003 UW278 | 2003年10月25日 | 索科罗             | 林肯近地小行星研究小组         |
| 小行星115870             | 2003 UZ278 | 2003年10月26日 | 索科罗             | 林肯近地小行星研究小组         |
| 小行星115871             | 2003 UA279 | 2003年10月26日 | 基特峰             | 太空监视                       |
| 小行星115872             | 2003 UC280 | 2003年10月27日 | 索科罗             | 林肯近地小行星研究小组         |
| 小行星115873             | 2003 UT280 | 2003年10月28日 | 索科罗             | 林肯近地小行星研究小组         |
| 小行星115874             | 2003 UZ280 | 2003年10月28日 | 索科罗             | 林肯近地小行星研究小组         |
| 小行星115875             | 2003 UA281 | 2003年10月28日 | 索科罗             | 林肯近地小行星研究小组         |
| 小行星115876             | 2003 UK282 | 2003年10月29日 | 可可尼诺县         | 洛厄尔天文台近地小行星搜寻计划 |
| 小行星115877             | 2003 UO282 | 2003年10月29日 | 可可尼诺县         | 洛厄尔天文台近地小行星搜寻计划 |
| 小行星115878             | 2003 UR282 | 2003年10月29日 | 可可尼诺县         | 洛厄尔天文台近地小行星搜寻计划 |
| 小行星115879             | 2003 UV282 | 2003年10月29日 | 可可尼诺县         | 洛厄尔天文台近地小行星搜寻计划 |
| 小行星115880             | 2003 UP283 | 2003年10月30日 | 索科罗             | 林肯近地小行星研究小组         |
| 小行星115881             | 2003 UQ284 | 2003年10月29日 | 索科罗             | 林肯近地小行星研究小组         |
| 小行星115882             | 2003 UM293 | 2003年10月18日 | 索科罗             | 林肯近地小行星研究小组         |
| 小行星115883             | 2003 UX299 | 2003年10月16日 | 基特峰             | 太空监视                       |
| 小行星115884             | 2003 UD309 | 2003年10月19日 | 基特峰             | 太空监视                       |
| 小行星115885Ganz         | 2003 VL1   | 2003年11月6日  | 马特劳山           | K. Sárneczky、B. Sipőcz        |
| 小行星115886             | 2003 VQ1   | 2003年11月2日  | 索科罗             | 林肯近地小行星研究小组         |
| 小行星115887             | 2003 VT1   | 2003年11月1日  | 索科罗             | 林肯近地小行星研究小组         |
| 小行星115888             | 2003 VU1   | 2003年11月1日  | 索科罗             | 林肯近地小行星研究小组         |
| 小行星115889             | 2003 VC2   | 2003年11月3日  | 索科罗             | 林肯近地小行星研究小组         |
| 小行星115890             | 2003 VE2   | 2003年11月3日  | 索科罗             | 林肯近地小行星研究小组         |
| 小行星115891Scottmichael | 2003 VW2   | 2003年11月14日 | 圣贝纳迪诺县       | J. W. Young                    |
| 小行星115892             | 2003 VR3   | 2003年11月15日 | 基特峰             | 太空监视                       |
| 小行星115893             | 2003 VA4   | 2003年11月14日 | 帕洛马山           | 近地小行星追踪                 |
| 小行星115894             | 2003 VD4   | 2003年11月14日 | 帕洛马山           | 近地小行星追踪                 |
| 小行星115895             | 2003 VE6   | 2003年11月14日 | 帕洛马山           | 近地小行星追踪                 |
| 小行星115896             | 2003 VF6   | 2003年11月14日 | 帕洛马山           | 近地小行星追踪                 |
| 小行星115897             | 2003 VF8   | 2003年11月14日 | 帕洛马山           | 近地小行星追踪                 |
| 小行星115898             | 2003 VO9   | 2003年11月15日 | 帕洛马山           | 近地小行星追踪                 |
| 小行星115899             | 2003 VR9   | 2003年11月15日 | 基特峰             | 太空监视                       |
| 小行星115900             | 2003 VZ9   | 2003年11月4日  | 索科罗             | 林肯近地小行星研究小组         |